# 摩托車旅行

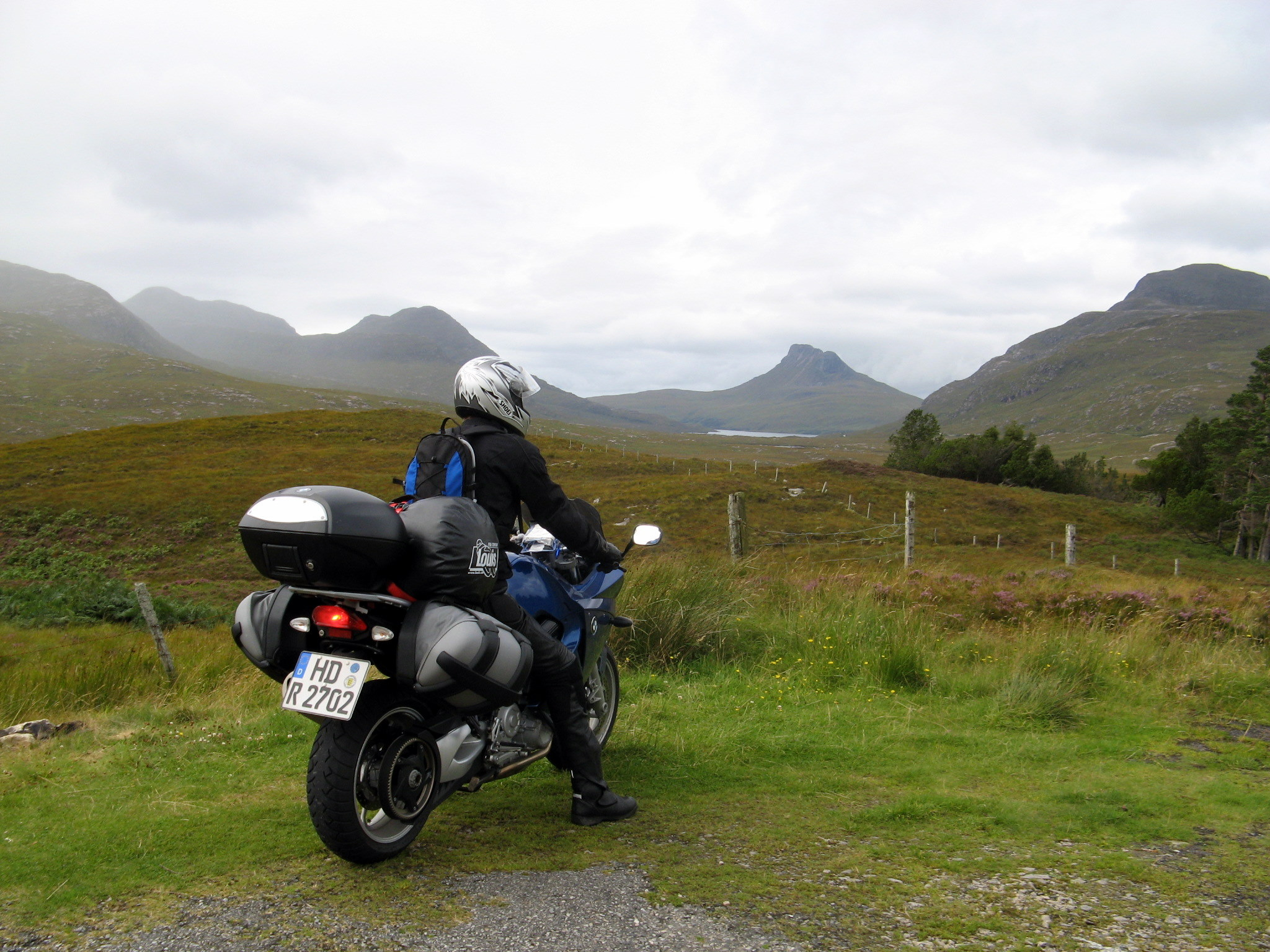
摩托車旅行

摩托车旅游簡稱摩旅，是一種旅遊方式，有些人會駕駛摩托車前往各地旅游。如果要實現摩托车旅游，需要提前准備，有些人會選擇駕駛特別針對長途旅遊設計的摩托車，此類摩托車可以搭載更多的行李。 